# Giorgi Maisuradze
Giorgi Maisuradze (en georgiano: გიორგი მაისურაძე; Georgia, 31 de enero de 2002) es un futbolista georgiano que juega de defensa en el F. C. Polissya Zhytomyr de la Liga Premier de Ucrania.

## Trayectoria
Se incorporó al F. C. Dinamo Tiflis a los 10 años y pasó por todas las categorías de edad, proclamándose campeón de las ligas nacionales sub-15, sub-17 y sub-19. Debutó con el primer equipo en una victoria por 2-1 contra el F. C. Iberia 1999 el 8 de agosto de 2021. Al año siguiente, disputó 12 partidos con el Dinamo, con el que ganó la liga y, poco después, la Supercopa de Georgia.
Tuvo mucho más tiempo de juego en 2023. Además de participar en 25 partidos de liga, también formó parte del equipo reserva de segunda división y debutó en competiciones de la UEFA.
En junio de 2024 concluyó su estancia ininterrumpida de doce años en el Dinamo Tiflis y fichó por el F. C. Polissya Zhytomyr, de la Liga Premier de Ucrania, con un contrato de cuatro años a cambio de 400,000 euros.

## Selección nacional
Fue convocado con la selección sub-21 de Georgia para un amistoso contra Estonia en marzo de 2022.
En septiembre de 2023, tras el inicio de la fase de clasificación para el Campeonato de Europa de la UEFA 2025, se consolidó como titular. Contribuyó al éxito de la campaña de Georgia con nueve apariciones, incluida la repesca a doble partido contra Croacia, que allanó el camino hacia la fase final del campeonato.
Brilló en el partido titular de la Eurocopa Sub-21 de 2025 contra Polonia. Dio una asistencia para el gol de la victoria en el tiempo añadido y recibió el premio al mejor jugador del partido.

## Estadísticas

### Clubes
Actualizado al último partido disputado el 25 de mayo de 2025.
| Club                                 | Div.       | Temporada  | Liga  | Liga  | Liga   | Copas nacionales | Copas nacionales | Copas nacionales | Copas internacionales | Copas internacionales | Copas internacionales | Total | Total | Total  |
| Club                                 | Div.       | Temporada  | Part. | Goles | Asist. | Part.            | Goles            | Asist.           | Part.                 | Goles                 | Asist.                | Part. | Goles | Asist. |
| ------------------------------------ | ---------- | ---------- | ----- | ----- | ------ | ---------------- | ---------------- | ---------------- | --------------------- | --------------------- | --------------------- | ----- | ----- | ------ |
| F. C. Dinamo Tiflis Georgia          | 1.ª        | 2021       | 1     | 0     | 0      | 2                | 0                | 0                | ―                     | ―                     | ―                     | 3     | 0     | 0      |
| F. C. Dinamo Tiflis Georgia          | 1.ª        | 2022       | 12    | 0     | 0      | 2                | 0                | 0                | ―                     | ―                     | ―                     | 14    | 0     | 0      |
| F. C. Dinamo Tiflis Georgia          | 1.ª        | 2023       | 25    | 2     | 5      | 4                | 0                | 0                | 3                     | 0                     | 0                     | 32    | 2     | 5      |
| F. C. Dinamo Tiflis Georgia          | 1.ª        | 2024       | 13    | 0     | 1      | 0                | 0                | 0                | 1                     | 0                     | 0                     | 14    | 0     | 1      |
| F. C. Dinamo Tiflis Georgia          | Total club | Total club | 51    | 2     | 6      | 8                | 0                | 0                | 4                     | 0                     | 0                     | 63    | 2     | 6      |
| F. C. Dinamo Tiflis II Georgia       | 2.ª        | 2022       | —     | —     | —      | 1                | 0                | 0                | ―                     | ―                     | ―                     | 1     | 0     | 0      |
| F. C. Dinamo Tiflis II Georgia       | 2.ª        | 2023       | 2     | 0     | 1      | —                | —                | —                | ―                     | ―                     | ―                     | 2     | 0     | 1      |
| F. C. Dinamo Tiflis II Georgia       | Total club | Total club | 2     | 0     | 1      | 1                | 0                | 0                | 0                     | 0                     | 0                     | 3     | 0     | 1      |
| F. C. Polissya Zhytomyr II · Ucrania | 3.ª        | 2024-25    | 1     | 0     | 0      | —                | —                | —                | ―                     | ―                     | ―                     | 1     | 0     | 0      |
| F. C. Polissya Zhytomyr II · Ucrania | Total club | Total club | 1     | 0     | 0      | 0                | 0                | 0                | 0                     | 0                     | 0                     | 1     | 0     | 0      |
| F. C. Polissya Zhytomyr · Ucrania    | 1.ª        | 2024-25    | 16    | 0     | 2      | 1                | 0                | 0                | 1                     | 0                     | 0                     | 18    | 0     | 2      |
| F. C. Polissya Zhytomyr · Ucrania    | Total club | Total club | 16    | 0     | 2      | 1                | 0                | 0                | 1                     | 0                     | 0                     | 18    | 0     | 2      |
| Total club                           | Total club | Total club | 70    | 2     | 9      | 10               | 0                | 0                | 5                     | 0                     | 0                     | 85    | 2     | 9      |